# Tarponfélék

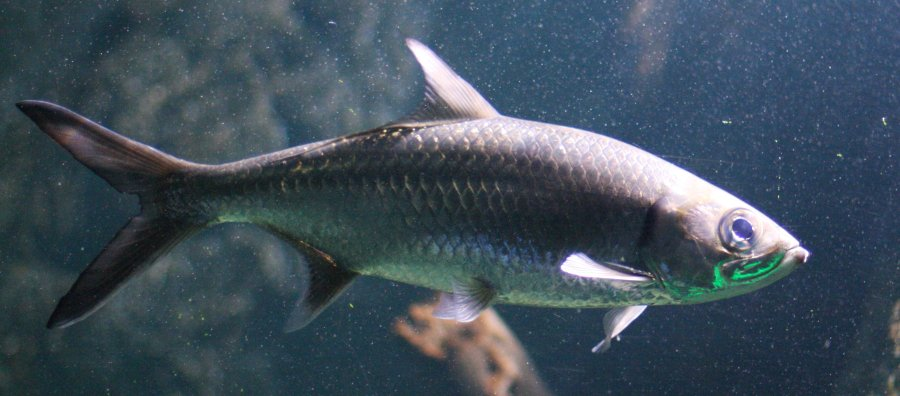
Megalops cyprinoides

A tarponfélék (Megalopidae) a sugarasúszójú halak (Actinopterygii) osztályának és a gyíkfejűhal-alakúak (Elopiformes) rendjének egyik családja.

## Rendszerezés
A családba, csak 1 nem és 2 faj tartozik:
- Megalops
  - atlanti tarpon (Megalops atlanticus) Valenciennes, 1847
  - Megalops cyprinoides (Broussonet, 1782)